# Падолеккия, Сиро Поло
Доктор Сиро Поло Падолеккия (итал. Siro Polo Padolecchia; р. 7 мая 1928, Верона, Италия) — европейский дипломат, китаист итальянского происхождения. Президент Европейского института исследований будущего. В основном он занимается стратегическим прогнозированием и политическими консультациями для будущей деятельности и развития.

## Биография
Его основными областями знаний являются туризм, экологические проблемы, новые технологии, политика в области технологий, жилищное строительство и урбанизация, промышленность, международные отношения, макроэкономика, управление, политические науки, и прикладные исследования будущего.
Доктор Падолеккия выступал в качестве посла и специального посланника Еврокомиссии в Китае и Азиатско-Тихоокеанском регионе, и в качестве Председателя Европейского консультативного совета по технологии. Он является приглашенным профессором стратегического менеджмента, экономики и этики в европейских и азиатских университетах, советником по вопросам сотрудничества между Европой и Азией. В последнем качестве он возглавляет организацию Euro China, занимающуюся развитием сотрудничества Европы и Китая.
Проживает преимущественно в Монте-Карло. Последний потомок рода Поло, к которому принадлежал Марко Поло (по прямой мужской линии от брата Марко), член Европейской академии наук, рыцарь Мальтийского ордена.